# Osîkove, Korostîșiv
Osîkove (în ucraineană Осикове) este un sat în comuna Șahvorostivka din raionul Korostîșiv, regiunea Jîtomîr, Ucraina.

## Demografie
Componența lingvistică a localității Osîkove
     Ucraineană (95%)
     Rusă (1,25%)
Conform recensământului din 2001, majoritatea populației localității Osîkove era vorbitoare de ucraineană (95%), existând în minoritate și vorbitori de rusă (1,25%).